# Петер Паул Рубенс
Петер Паул Рубенс (хол. Peter Paul Rubens; Зиген, Вестфалија, 28. јун 1577 — Антверпен, 30. мај 1640) био је дипломата и фламански уметник барока. Његов стил наглашава покрет, боју и сензуалност. Он се опробао у сликању на разноврсне теме: од религије, до историје, од класичне митологије, сцена лова, портрета, па све до илустрација за књиге и дизајна таписерија. Био је веома плодан у погледу радова; процењује се да је иза њега остало око 3000 слика, делимично захваљујући члановима његове радионице. Његови ученици су Јакоб Јорданс и Антонис ван Дајк. Рубенс је владао са доста језика, био је велики хуманиста и добар дипломата.
Један је од највећих мајстора барокног стила у сликарству који је сјединио најбоље традиције северног и италијанског сликарства. Створио је слике пуне драматике, чулности и сјаја боја. Оне обично приказују алегорије инспирисане митолошком симболиком. Живио је највише у Антверпену, али је радио и у Француској и Шпанији.
Изузетно богато Рубенсово дело заступљено је у богатству мотива, актови и митолошке теме, теме из лова као и мртве природе у којима се очитује традиција фламанске уметности у време барока и својим патосом и покретом представља најаутентичније изразе свога времена. Његова палета се карактерише топлим бојама и тоновима који блијеште са његових платна са до тада невиђеном жестином као да се утицаји које је направио могу сагледавати не само у сликарству фламанског барока већ у сликарству уопште и могу се пратити све до појаве Евген Делакроа а упоређујући га са сликарем свих времена назван је “сликарем тела” насупрот Рембранту који је назван “сликарем душе”.
Мало је уметника у историји уметности било тако чувено и утицајно у своје време попут Рубенса.

## Историјски контекст
У 16. веку, Антверпен, престоница Фландрије, био је велики и богат пословни центар због своје важне луке, одакле је стизала роба из свих земаља. Зарађени новац трошио се брзо са лакоћом и великом радошћу, не само на забаву, већ и на културу, уметност и штампање радова који су углавном били намењени за увоз.
Сликарство у Антверпену редовно прати трендове ренесансе захваљујући доприносима из Италије, који се шире по целој Холандији. Дирер, на путу до земље 1520. године, је срео сликаре Метсиса, Патинира и Холанђанина Лејдена. Фламанска уметност је утицала, допуштајући маниризму и реализму да живе њихове традиције. Са појавом Питера Бројгела, уметник је био у могућности да покаже више фламенка у својим делима од којих Рубенс гради потпуно иновативан ликовни израз, који је довео до генијалности у бароку.
Холандија је била под шпанску владавину, од времена кад су у браку Филип I од Кастиље и Хуана I од Кастиље, а касније и за време њихових наследника Карла V и након абдикације Филипа II 1555.
Ни обичан народ ни аристократија, на челу са Вилемом Ћуталицом, није подржао диктатуру Филипа II, који је донео 15. априла 1566.

Ни људи ни властеле, са Вилемом Ћуталицом на челу, уз подршку диктатуру Филип II, који је донео 15. априла 1566. представља Гов Маргарет, назван по Филипу II, петицију познату као "компромис од племића", чији је циљ био елиминисање инквизиције и обнова слободе. То је промовисано од стране калвиниста, који користи конфликт који је довео овај захтев, цркава уништених, оскрнављена слике и запалили села. Овај устанак је био гувернер тражи помоћ за Филипа II, који је послао војвода од Албе. То, 1567. након неколико жестоких борби и освете, да ли се поново успостави мир и калвинисти су побегли у Немачку.
Површина је остала под шпанском влашћу до Споразума у Утрехту 1713, када се поново враћа у аустријски део Хабзбург. Уметници су радили и нашли своје мецене међу шпанском монархијом и племством, што је утицало на то шта је приказано радовима, нарочито у верским темама и темама битака, као и портрета. Фламанска школа сликања је утврђена у јужној Холандији, где је Католичка црква повећала највећи приказ тријумфа као религије. Ова победа је имала највећег интерпретатора Рубенса, који је био римокатолички дубоко религиозан.

## Биографија

### Рани дани
Рубенс је рођен у Зигену, Немачка, од родитеља Јана Рубенса и Марије Пyпелинцкс. Петар Паул Рубенс добио је то име јер се родио 28. јуна, што је било уочи дана Св. Петра и Павла. Родио се као шесто од седморо деце.
Његов отац и мајка су калвинисти који су побегли из Антверпена у Келн 1568. године након појачаних верских превирања и прогона протестаната за време Шпанске владавине Холандијом Фернанда Алвареза од Толеда, трећег војводе од Албе. Јан Рубенс је постао правним саветником (и љубавником) Ане Саске, друге жене Вилијама I те се доселио у њен двор у Зигену 1570. Уследило је притварање због прељуба. Породица се вратила у Келн следеће године. Године 1589, две године након очеве смрти, Рубенс се с мајком вратио у Антверпен где је примљен у католичку школу. Религија је одиграла важну улогу у његовом каснијем раду и Рубенс је касније постао водећи глас католичког противреформаторског сликарства.
У Антверпену, Рубенс је завршио хуманистичко образовање, учио латински и класичну литературу. С четрнаест година започео је уметничко образоваwе код понајбољих градских сликара тог доба. Већина његовог образовања састојала се у копирању ранијих дела, као што су дрворези Ханса Холбеина млађег и графике Маркантонија Рајмондија према Рафаелу. Рубенс је завршио своје школовање 1598. у време када је примљен у “Цех св. Луке” као независан мајстор.
Године 1600. Рубенс је путовао у Италију, најприје у Венецију, где је видео дела Тицијана, Веронезе и Тинторета пре него што се сместио у Мантови на двору војводе Винченза I Гонзаге. Начин бојења и композиције Веронезеа и Тинторета имале су директан учинак на Рубенсово сликарство, а на његов каснији, зрели стил утицао је више Тицијан. С војводином финансијском подршком Рубенс је отпутовао до Рима и Фиренце 1601. Тамо је студирао дела класичне грчке и римске уметности и копирао дела италијанских мајстора. Хеленистичка скулптура Лаоконт са синовима је имала посебан утицај на њега, као и уметност Микеланђела, Рафаела и Леонарда. На њега су такође утицале и изразито натуралистичке слике Каравађа. Касније је чак направио копију његовог Полагања у гроб, те предложио је свом мецени, војводи од Мантове, да купи од Каравађа његову Смрт девице (Лувре).
Рубенс је путовао у Шпанију у дипломатској мисији 1603. носећи поклоне породице Гонзага на двор Филипа . Док је био тамо видео је богату колекцију Рафаелових и Тицијанових дела које је скупио краљ Филип . Ово је било прво његово путовање, од многих у каријери, на којима је комбиновао уметност и дипломатију.
Од 1604. провео је четири године у Мантови, Ђенови и Риму гдје је насликао бројне портрете на особит начин који ће касније утицати на рад сликара као што су: Антонис ван Дајк, Џошуа Рејнолдс и Томас Гејнсборо. У то време започиње да слика градске палате и црквене олтаре као што је троделни олтар "Санта Марија у Валичелл".
Утицај Италије на Рубенса био је изузетан. Поред уметничких утицаја, Рубенс се наставио да се дописује с италијанским пријатељима током целог свој живота; чак се и потписивао као „Пиетро Паоло Рубенс“ и често говорио о повратку на полуострво – жеља која му се није остварила.

### Зреле године у Антверпену (1609–1621)
Чувши за мајчину болест 1608, Рубенс се упутио у Антверпен, али мајка му је умрла пре његовог доласка. Његов повратак у Антверпен се подударао с годинама новог просперитета захваљујући „Антверпенском споразуму“ из 1609. којим је наступило „дванаестогодишње примирје“. У октобру исте године Рубенс је постављен за дворског сликара аустријског војводе Алберта и Изабеле Шпанске, управитеља холандских покрајина. Дозвољено му је да свој студио из двора у Бриселу пресели у Антверпен. С надвојвоткињом Изабелом остао је у добрим односима све до њене смрти 1633, не само као њен сликар него и велепосланик. Још је више учврстио везе с градом 1609, оженивши Изабелу Брандт, кћерку водећег Антверпенског грађанина и хуманисте Јана Брандта.
Године 1610, Рубенс се преселио у нову кућу с атељеом који је сам дизајнирао у маниру италијанских вила. Данас позната као Rubenshuis музеј у центру Антверпена, њему је служила као радионица, али и као школа за његове ученике и галерија за његову личну колекцију уметничких дела и књига која је била највећа у Антверпену. Његов најпознатији ученик био је Антонис ван Дајк, који ће постати водећим фламанским портретистом који је често сарађивао с Рубенсом. Такође је сарађивао с другим уметницима у граду, попут сликара животиња Франса Снајдерса, који је заслужан за орла на његовој слици Оковани Прометеј, као и сликаром цвећа и његовим добрим пријатељем Јаном Бројгелом Старијим.
Олтарске слике за Госпину катедралу у Антверпену су утврдиле његово место као водећег сликара Фландрије. „Подизање крста“, централна слика олтара, на пример, показује његову способност да уклопи Тинторетово Распело из Венеције, Микеланђелове динамичне фигуре и свој лични стил. Ова слика постала је репрезентативним примером барокног религијског сликарства.
Рубенс је искористио штампане илустрације у књигама како би још више проширио своју славу широм Еуропе. Изузев неколико сјајних бакрописа, он је само цртао скице по којима су стручњаци као Лукас Ворстерман правили графике. Ипак је сам урадио неколико дрвореза.

### Рад за Марију де Медичи и дипломатске мисије (1621–1630)
Године 1621, краљица Француске, Марија Медичи наручила је од Рубенса две велике алегоријске слике које је требало да славе њен живот и њеног покојног мужа Анрија IV за „Луксембуршку палату“ у Паризу. Циклус Марије Медичи (сад у Лувру) је постављен 1625. Мада је он почео рад на другој серији то никада није било довршено. Марију је протерао из Француске њен син Луј XIII, а умрла је у Келну 1642. године, у истој кући у којој је Рубенс живео као дечак.
По истеку Дванаестогодишњег примирја 1621. године, Шпански Хабсбурговци су поверили Рубенсу више дипломатских мисија и он је био веома активан до 1630. Кретао се од Енглеског до Шпанског двора у покушају да постигне мир између Шпанске Холандије и Холандских уједињених покрајина. Такође је путовао у северну Холандију као уметник, али и као дипломата. У том раздобљу двапут је примио витешки наслов, најприје од краља Филипа IV Шпанског 1624, а потом и од краља Карла I Енглеског 1630. Примио је и почасну титулу мајстора уметности универзитета у Кембриџу 1629.
Рубенс је провео неколико месеци у Мадриду од 1628.–1629. где је поред своје дипломатске мисије насликао и неколико важних дела за краља Филипа IV. Ту се спријатељио са сликаром Веласкезом, те су њих двојица планирали да заједно отпутују у Италију, али Рубенс се морао вратити у Антверпен и Веласкез је путовао без њега.
Рубенс је убрзо морао да отпутује у Лондон где је остао до 1630. и насликао једну од најважнијих слика овог периода – Алегорија Мира и Рата (1629; Национална галерија у Лондону. Она осликава уметниково снажно залагање за мир, а поклоњена је краљу Карлу I.

### Посљедње године (1630–1640)
Рубенс је посљедњу деценију провео у АнтВерпену и околини. Иако је био заокупљен сликањем за свод Дворане за банкете архитекте Иниго Џоунса у Палати Вајтхол у Лондону, нашао је времена за лична уметничка истраживања.
Године 1630, четири године након смрти његове супруге, 53-годишњи сликар оженио је 16-годишњу Јелену Фурман. Јелена је инспирисала позамашне фигуре на много његових слика из 1630-их, укључујући: Венерина гозба (Музеј историје уметности у Бечу), Три Грације (Прадо, Мадрид) и Парисов суд (Прадо, Мадрид). У каснијим сликама које је радио за шпански двор, уметникову младу жену су препознали на сликама.
Године 1635, Рубенс је купио имање изван АнтВерпена, дворац де Стен (Хет Стен) где је провео много свог времена сликајући пејзаже који одражавају његов касни стил који се ослања на холандску традицију Питера Бројгела.
Рубенс је преминуо од гихта 30. маја, 1640. Сахрањен је у цркви св. Јакова у Антверпену. Оставио је за собом осморо деце, три с Исабелом и петоро с Јеленом; његово најмлађе дете је рођено осам месеци након његове смрти.

## Дела
Рубенс је био плодан аутор који је стварао углавном религијске теме, историјске мотиве и ловачке сцене у које је укључивао митолошке ликове. Насликао је неколико портрета, углавном пријатеља и аутопортрете, као и неколико пејзажа пред крај свог живота. Дизајнирао је таписерије и графике, али и своју кућу.
Његови цртежи су изузетно снажни али без детаља; такође је често користио скице с уљаним бојама. Посљедњи је уметник који је поред сликања на платну још сликао и на дрвеним плочама, те олтарне слике на камену шкриљевцу како би избегао рефлексије.
Како је било уобичајено у то време, Рубенс је имао велику радионицу у којој је сликао, али понекад допуштајући другим сликарима да сликају поједине делове слике, а понекад само надгледајући стварање слике.
Његова страст за сликањем пунашних жена постала је појмом за Рубенсизам или Рубенсовски, док се користи и израз „Рубенсовске“ за пунашне жене, нарочито у Холандији.
На аукцији куће Сотбис 10. јуна 2002, Рубенсова новопронађена слика “Масакр невиних” продана је за £49,5 милиона, или 76,2 милиона УСА $ лорду Томпсону.

## Хронолошки попис познатијих Рубенсових дела
- Скидање с крста, 1602, -уље на дасци, 420.5 × 320 cm, олтар Госпине катедрале у Антверпену.
- Врт љубави, 1633—1634, -уље на платну, 286 × 198 cm, Прадо, Мадрид.
- Маркиза Бригида Спинола-Дориа, 1606, -уље на платну, Национална галерија, Вашингтон.
- Самсон и Далила, 1609-1610, -уље на платну, 185 × 205 cm, Национална галерија, Лондон.
- Битка с Амазонкама, 1619, -уље на платну, 121 × 165 cm, Стара пинакотека, у Минхену.
- Аутопортрет са Изабелом Брант, 1609-1610, -уље на платну, 178 × 136.5 cm, Стара пинакотека, Минхен.
- Подизање крижа, 1610-1611, -уље на дасци, 462 × 341 cm, Госпина катедрала у Антверпену.
- Масакр невиних, око 1611, -уље на платну, колекција Лихтенштајн, Беч.
- Оковани Прометеј, 1611-1612, -уље на платну, 243,5 × 209,5 cm, Музеј уметности, Филаделфија.
- Свети Јурај са змајем, око 1620, -уље на платну, 427 × 312 cm, Прадо, Мадрид.
- Циклус слика за Марију де Медичи, 1621–1630.
- Узнесење Девице, 1625-1626, -уље на дасци, 490 × 325 cm, Госпина катедрала у Антверпену.
- Пад човека, 1629, -уље на платну, 288 × 255 cm, Стара пинакотека, у Минхену.
- Венерина свечаност, око 1635, -уље на платну, 217 × 358 cm, Уметничко-историјски музеј, Беч.
- Три грације, 1636-1638, -уље на платну, 221 × 181 cm, Прадо, Мадрид.
- Парисов суд, око 1638-1639, -уље на платну, 144,8 × 193,7 cm, Национална галерија, Лондон.